# 龙塘镇 (石阡县)
龙塘镇，是中华人民共和国贵州省铜仁市石阡县下辖的一个乡镇级行政单位。

## 行政区划
龙塘镇下辖以下地区：
龙塘村、老黄屯村、大山村、消溪村、艾家坪村、大园子村、丁场屯村、席家山村、神仙庙村、白泥塘村、核桃湾村、鄢家箐村、香花寺村、银锋村、金家山村、关门岩村、川岩坝村、困牛山村、楠木窝村、马槽溪村、老林村、凉风阡村、山得才村和官庄村。